# Meloe franciscanus
Meloe franciscanus es una especie de coleóptero de la familia Meloidae.

## Distribución geográfica
Habita en Estados Unidos.

## Ciclo biológico

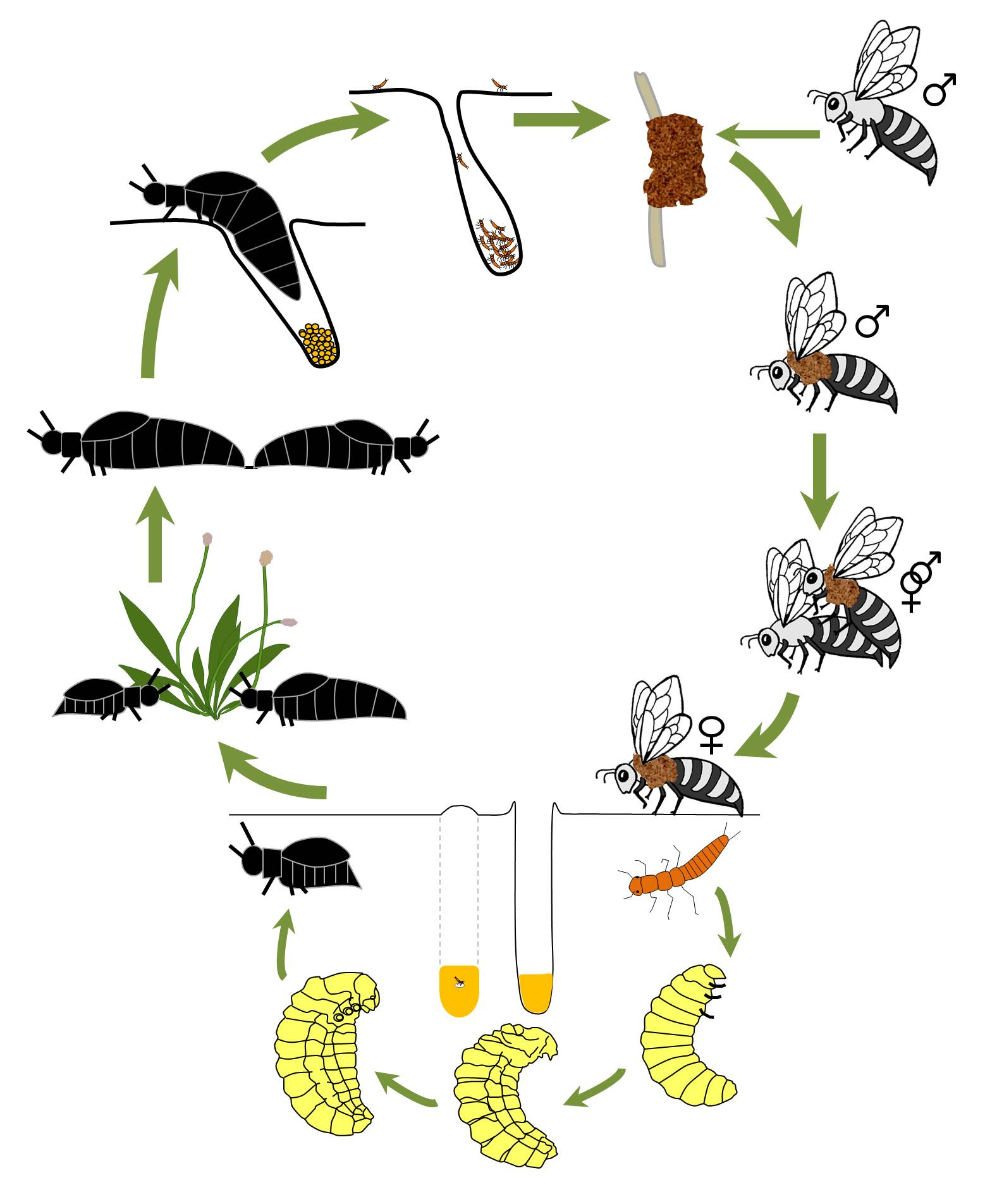
Ciclo de vida de Meloe franciscanus

Las hembras de M. franciscanus realizan sus puestas en grupos de varias centenas enterradas en el suelo. Cuando las puestas eclosionan, las larvas triungulinas buscan en grupo a su hospedador (Habropoda pallida). Las masas de larvas trepan a las plantas, adoptan el aspecto general de una hembra de abeja dispuesta a aparearse y liberan una feromona que imita a la de las hembras de Habropoda pallida. Los machos de la abeja se acercan confundidos e intentan copular con la falsa hembra. Entonces, las larvas se encaraman a él para que las transporte. Cuando este macho copule con una verdadera hembra, las larvas lo abandonan para encaramarse a ésta. Cada vez que ponga un huevo, una larva triungulina desciende a la cámara de cría antes de que la selle. Allí se desarrolla hasta alcanzar la etapa adulta.
Esfera Magazine, nº 3